# Inchy
Inchy település Franciaországban, Nord megyében. Lakosainak száma 627 fő (2022. január 1.). Inchy Viesly, Troisvilles, Beaumont-en-Cambrésis, Briastre és Neuvilly községekkel határos.

## Népesség
A település népességének változása:
| Lakosok száma | 729  | 735  | 743  | 741  | 708  | 676  | 643  | 635  | 627  |
|               | 2013 | 2015 | 2016 | 2017 | 2018 | 2019 | 2020 | 2021 | 2022 |